# Панігінгарра
Панігінгарра або Панігара — в ассирійській та вавилонській міфології бог, якого шанували в місті Адаб у стародавній Месопотамії (сучасний Ірак). Він відігравав важливу роль у релігійному житті Адаба, хоча деталі його культу залишаються обмеженими через фрагментарність історичних джерел. В деяких написах його називали «володарем кудурру».

## Міфологія
У списку богів «An = Anum» Панігінгарра згадується як син богині Нінхурсаг та її чоловіка Шульпає. У більш ранньому «Cписку богів Вейднера» він розташований поруч із іншим сином Нінхурсаг, Ашгі, з яким також асоціювався в інших джерелах. Панігінгарра часто з’являвся разом із своєю матір’ю, наприклад, у привітальних формулах у листах.
У пізніших джерелах Панігінгарру ототожнювали з Нінуртою, богом війни, землеробства та полювання, подібно до бога Пабільсага. Вілфред Дж. Ламберт навіть називає його «формою Нінурти», що вказує на синкретизм у месопотамській релігії. У джерелах з храму в місті Ларса, Панігінгарра отримує подання і згадується як «батько священного родильного місця» (тобто частини храму, де народжували дітей).
Панігінгарра з’являється в кількох творах месопотамської літератури:
У гумористичній оповіді «Троє погоничів волів з Адаба» його описують як «їхнього мудреця, вченого, бога Адаба» та «писаря», що може бути пародією на судові процеси.
Він також згадується мимохідь у погано збереженому міфі «Ураш і Мардук», хоча деталі цього тексту обмежені.

## Храми

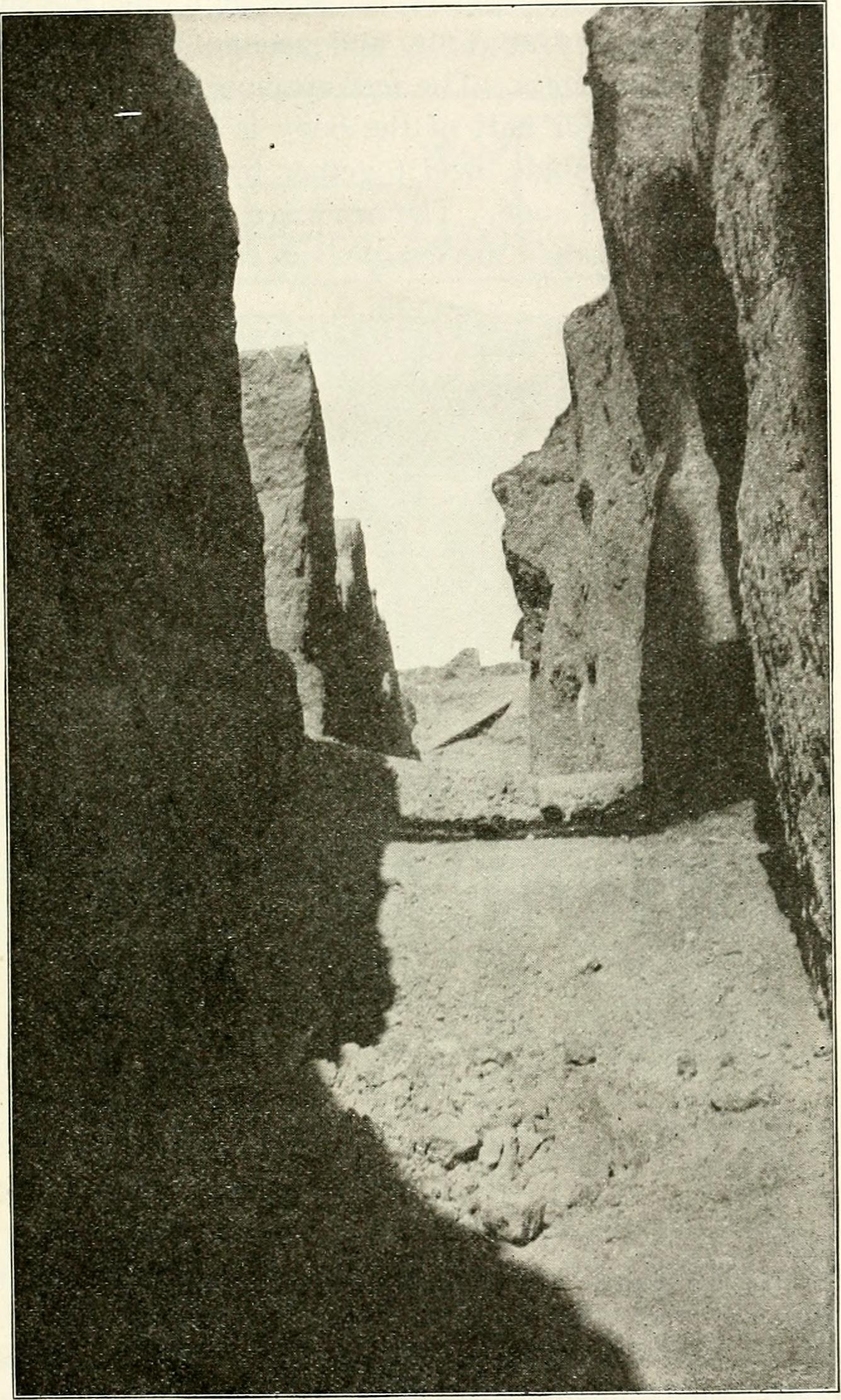
Руїни невідомого храму в Адабі.

У місті Адаб існували кілька храмів, присвячених Панігінгаррі, зокрема:
| Назва храму         | Переклад                 | Додаткова інформація                                                         |
| ------------------- | ------------------------ | ---------------------------------------------------------------------------- |
| Еутул               | «Будинок стада»          | Ймовірно, пов’язаний із сільськогосподарськими аспектами культу.             |
| Еурсаг[...]         | Невідомий                | Ця назва частково втрачена. Можливо, згадується в написі Рім-Сіна I з Ларси. |
| Еметеурсаг          | «Будинок гідний героя»   | Ця назва також асоціюється з богом Забабою в Кіші.                           |
| Енігурру            | «Будинок оповитий жахом» | Ця назва є спільною з храмом Іштар як «Цариці Ніппура».                      |
| Назва не збереглася | Невідомий                | Назва цього храму не збереглася в археологічних чи текстових записах.        |